# 이터널 선샤인
《이터널 선샤인》(영어: Eternal Sunshine)는 2004년에 개봉한 미국의 SF, 로맨스 영화이다. 원제는 《Eternal Sunshine of the Spotless Mind》로, 알렉산더 포프의 시, "Eloisa to Abelard"에서 209번째 줄부터 나온 구절에서 따온 것이다. 찰리 카프만이 각본을 쓰고, 미셸 공드리가 연출했다. 국내에서는 2005년에 개봉했다.

## 줄거리

### 만남
클레멘타인은 조엘의 전 애인으로, 몬토크 해변에서 처음 만나 오랜 기간 만났지만, 사소한 다툼이 쌓이면서 결국 헤어진다. 클레멘타인은 이별의 고통이 너무 힘들어 기억을 지워주는 ‘라쿠나’라는 곳에서 조엘과의 기억을 모두 지운다. 조엘은 발렌타인 데이가 되자 그녀의 직장을 찾아가서 사과도 하고 선물을 주려고 하지만, 클레멘타인이 자신을 전혀 기억하지 못한다는 것을 보고 이상하게 여긴다. 기억을 지운 것을 알게되고, 조엘도 그곳에서 기억을 지우려고 한다. 이제 이야기는 조엘의 머리속에서 기억이 지워지는 과정을 통해 두 사람이 연인이었던 과거를 최근부터 보여준다.

### 기억 삭제
조엘의 기억을 지우기 시작하면서 서로 다투고 미워하던 최근의 기억부터 삭제되지만, 점점 첫 만남의 기억에 다다를수록 좋은 기억이 많아지게 되면서, 조엘은 기억을 지우는 작업에 저항하기 시작한다. 연인 사이의 기억이 아닌 자신이 어린 시절이나, 숨기고 싶은 기억속으로 클레멘타인을 데리고 도망을 가면서 기억이 머리속에서 지워지지 않도록 노력하는 것이다. 하지만 결국 기술자들의 작업 끝에, 클레멘타인이 "몬타우크에서 만나"라는 마지막 대사를 끝으로 그녀와 관련된 모든 기억이 지워지게 된다.
주변 인물로만 그려지는 라쿠사 사 원장(하워드), 접수원(매리), 전문 기술자(스탠), 기술자 보조(패트릭) 모두가 영화에 직접적으로 관련되어 있다. 원장(하워드)와 접수원(메리)는 내연관계였고, 아내에게 들킨 이후 매리는 기억을 지운다. 스탠이 조엘의 기억을 지우던 중에 어려움을 겪자 하워드를 부른다. 하워드가 일을 처리하는 동안 스탠은 밖에 나가게 되고, 매리는 하워드를 유혹한다. 그 때 하워드의 아내가 밖에서 그 모습을 보게 된다. 메리는 하워드의 아내를 통해 자신과 하워드의 기억을 지웠던 것을 알게되고, 라쿠나 사에서 기억삭제를 받은 환자들에게 그들이 녹음한 카세트 테이프와 진단서 등을 각자에게 모두 발송한다. 또 클레멘타인이 기억을 지운 이후 패트릭은 클레멘타인과 연애를 하게 된다. 조엘의 추억을 이용하여 자신이 클레멘타인의 이상형인 것처럼 연출을 하지만, 기억이 겹칠수록 클레멘타인은 불안 증세를 보인다. 그러다 즉흥적으로 몬타우크 해변으로 떠나 조엘을 다시 만나게 된다.

### 결말
조엘이 기억을 지운 다음날 아침, 조엘과 클레멘타인은 우연히 다시 그들의 추억의 장소에서 서로를 만나게 된다. 그러면서 이 둘은 메리로부터 기억을 지웠다는 사실을 알게되고, 서로에 대한 내용이 담겨있는 테이프를 돌려받게 된다. 테이프에서 클레멘타인은 조엘이 지겹고 조엘과 함께 있는 자신이 싫다고 말하고, 조엘은 클레멘타인이 무식하고 남자들과 쉽게 몸을 섞는다고 비난한다. 둘은 급속도로 가까워졌지만 과거의 이야기를 알게 되고 다시 사랑을 시작하기 두려워한다. 하지만 조엘이 “괜찮아, 뭐 어때?”라고 하면서 둘은 다시 사랑을 시작하기로 한다.

## 제작
‘특수효과는 적게, 하지만 스펙타큘러하게’를 모토로 한 미셸 공드리는 그가 연출한 뮤직 비디오와 CF 촬영에서 사용했던 카메라 트릭 역시 최대한 자제했다. 클레멘타인과의 아픈 사랑의 기억을 삭제하는 조엘의 기억 속 어린 시절 부엌 테이블 장면은 CG가 아닌 초창기 영화촬영법을 응용한 것이다. 테이블의 크기를 뒤로 갈수록 커다랗게 제작하고, 가구들 역시 마찬가지로 만들어 앞쪽에 서있는 케이트 윈슬렛보다 짐 캐리가 상대적으로 어린아이처럼 작게 보이게 하는 착시효과를 만들었다.
미셸 공드리 감독은 현장 상황에 따라 시각적, 정서적으로 새로운 방향을 제시하였다. 일례로 촬영지 인근에서 펼쳐진 한 서커스단의 코끼리 퍼레이드를 즉흥적으로 활용하여, 조엘과 클레멘타인이 사랑을 나눈 순간으로 촬영하였다.

## 참고 문학
영화의 제목(이터널 선샤인)은 알렉산더 포프의 시 "Eloisa to Abelard"에서 209번째 줄부터 나온 구절에서 따온 것이다.

순결한 여인의 운명은 얼마나 행복한 것인가!

세상이 잊었듯이, 세상은 잊혀져가네.

순진무구한 마음의 영원한 햇살!

누구의 기도는 이루어지고, 누구의 소망은 이루어지지 않네.

(영어 : How happy is the blameless vestal's lot!

The world forgetting, by the world forgot.

Eternal sunshine of the spotless mind!

Each pray'r accepted, and each wish resign'd; )

영화의 등장하는 가상의 회사 라쿠나는 잃어버린 조각들이라는 뜻을 지닌 라틴어 "라쿠나(lacuna)"에서 유래된 것이다.

## 등장 인물
| 등장 인물            | 배우               | 한국어 더빙 (SBS) |
| -------------------- | ------------------ | ----------------- |
| 조엘                 | 짐 캐리            | 성완경            |
| 클레멘타인           | 케이트 윈즐릿      | 윤성혜            |
| 메리                 | 커스틴 던스트      | 정소영            |
| 스탠                 | 마크 러펄로        | 김영선            |
| 패트릭               | 일라이저 우드      | 엄상현            |
| 닥터 하워드 미에즈윅 | 톰 윌킨슨          | 황윤걸            |
| 미어즈웩의 아내      | 데어드르 오코넬    | 최옥희            |
| 조엘의 어머니        | 데본 에이어        | 송연희            |
| 캐리                 | 제인 애덤스        | 배주영            |
| 롭                   | 데이비드 크로스    | 엄상현            |
| 프랭크               | 토마스 제이 라이언 | 황윤걸            |
| 어린 조엘            | 라이언 휘트니      | 이선호            |

## 수상
- 제57회 미국 작가 조합상 (2005) / 각본상 / 찰리 카프먼 외 2명
- 제25회 런던 비평가 협회상 (2005) / 작가상 / 찰리 카프먼
- 제25회 런던 비평가 협회상 (2005) / 영국여우주연상 / 케이트 윈슬렛
- 제58회 영국 아카데미 시상식 (2005) / 편집상 / 발디스 오스카즈도티르
- 제58회 영국 아카데미 시상식 (2005) / 각본상 / 찰리 카프먼
- 제77회 미국 아카데미 시상식 (2005) / 각본상 / 찰리 카프먼
- 제30회 새턴 어워즈 (2004) / 최우수 SF영화상 / 미셸 공드리
- 제31회 겐트 영화제 (2004) / 청소년 심사위원상 / 미셸 공드리

## 흥행성적
개봉 첫주
- $8,175,198 (USA) (21 March 2004) (1,353 Screens)
- £1,045,501 (UK) (2 May 2004) (343 Screens)
- €592,866 (Italy) (24 October 2004) (170 Screens)
- €71,686 (Netherlands) (19 September 2004) (18 Screens)[1]

총 수입
- 국내 총 수입 : $34,366,518
- 해외 총 수입 : $12,700,000
- 전 세계 총 수입 : $47,066,518[2]

## OST
<이터널 선샤인>의 OST 앨범은 영화 개봉과 동시에 발매되었다. 영화 <이터널 선샤인>의 OST는 여러 팝 가수들의 앨범들과 영화 <매그놀리아>, <펀치 드렁크 러브>의 OST를 프로듀싱을 하고, 유명 가수들과 음악가들의 앨범에서 다양한 악기연주를 선보이는 등 음악 팬들에게는 이미 낯이 익은 다재다능한 뮤지션이자 프로듀서인 존 브라이언이 스코어 음악과 프로듀싱을 맡았다. 또한 90년대 이후 가장 눈부신 활약을 펼치고 있는 혁신적인 싱어송라이터 벡(Beck), 촉망 받는 심포닉 팝 그룹 폴리포닉 스프리(The Polyphonic Spree)등이 기꺼이 앨범작업에 참여했다.

## 같이 보기

### 인터뷰
- 일라이저 우드 인터뷰기사 보관됨 2014-05-17 - 웨이백 머신
- 커스틴 던스트 인터뷰기사 보관됨 2014-05-17 - 웨이백 머신
- 케이트 윈즐릿 인터뷰기사 보관됨 2014-05-17 - 웨이백 머신
- 짐 캐리 인터뷰기사 보관됨 2014-05-17 - 웨이백 머신

### 비슷한 영화
- 이프 온리
- 500일의 썸머